# Campionat del Món de motociclisme de 1994
La temporada de 1994 del Campionat del món de motociclisme fou la 46a edició d'aquest campionat, organitzat per la FIM. Aquell va ser l'any en què Mick Doohan (Honda) va començar a imposar la seva autoritat als Grans Premis. Doohan va guanyar un total de nou curses de 500cc, la quantitat més gran després de les onze que va guanyar Giacomo Agostini el 1972. Kevin Schwantz, campió vigent, es va lesionar en un accident de bicicleta a la pretemporada i va haver de córrer sis curses amb el braç enguixat. Luca Cadalora va substituir Wayne Rainey amb la Yamaha i va guanyar dues curses. Aprilia va debutar a la categoria de 500cc amb un motor bicilíndric en V de 250 cc ampliat a 380 cc amb l'esperança d'aprofitar el seu pes més lleuger i àgil maneig com a avantatge.
Max Biaggi va guanyar el seu primer títol de 250cc amb Aprilia en una ajustada lluita amb Loris Capirossi i Tadayuki Okada. Kazuto Sakata va guanyar el títol de 125cc també amb Aprilia. Sakata era el primer pilot japonès a córrer per a una fàbrica europea.
Honda es va assegurar el títol de constructors en les tres categories. El seu patrocinador de feia anys, Rothmans, va deixar la marca per tal de donar suport a Williams Renault a la Fórmula 1.
Per part dels pilots catalans i valencians va ser un any discret amb només una victòria de Jorge Martínez, "Aspar" als 125cc. Cal destacar també el reeixit debut als 500cc d'Albert Puig, que hi acabà cinquè al seu primer any en la categoria.

## Campions del món
Pilots
| 125cc         | 250cc      | 500cc       |
| ------------- | ---------- | ----------- |
| Kazuto Sakata | Max Biaggi | Mick Doohan |

Constructors
| 125cc | 250cc | 500cc |
| ----- | ----- | ----- |
| Honda | Honda | Honda |

Sidecars
| Pilot / Passatger             | Constructor |
| ----------------------------- | ----------- |
| Rolf Biland / Kurt Waltisberg | ADM         |

## Grans Premis

### Sistema de puntuació
Barem de puntuació de 1993 ençà:
| Posició | 1  | 2  | 3  | 4  | 5  | 6  | 7 | 8 | 9 | 10 | 11 | 12 | 13 | 14 | 15 |
| Punts   | 25 | 20 | 16 | 13 | 11 | 10 | 9 | 8 | 7 | 6  | 5  | 4  | 3  | 2  | 1  |

### Calendari
| Cursa | Data           | Gran Premi                       | Circuit        |
| ----- | -------------- | -------------------------------- | -------------- |
| 1     | 27 de març     | Gran Premi d'Austràlia           | Eastern Creek  |
| 2     | 10 d'abril     | Gran Premi de Malàisia           | Shah Alam      |
| 3     | 24 d'abril     | Gran Premi del Japó              | Suzuka         |
| 4     | 8 de maig      | Gran Premi d'Espanya             | Jerez          |
| 5     | 22 de maig     | Gran Premi d'Àustria             | Salzburgring   |
| 6     | 12 de juny     | Gran Premi d'Alemanya            | Hockenheimring |
| 7     | 25 de juny     | Dutch TT                         | Assen          |
| 8     | 3 de juliol    | Gran Premi d'Itàlia              | Mugello        |
| 9     | 17 de juliol   | Gran Premi de França             | Le Mans        |
| 10    | 24 de juliol   | Gran Premi de Gran Bretanya      | Donington Park |
| 11    | 21 d'agost     | Gran Premi de la República Txeca | Brno           |
| 12    | 11 de setembre | Gran Premi dels Estats Units     | Laguna Seca    |
| 13    | 25 de setembre | Gran Premi de l'Argentina        | Buenos Aires   |
| 14    | 9 d'octubre    | Gran Premi d'Europa              | Catalunya      |

### Guanyadors
| Cursa | Gran Premi                       | 125cc             | 250cc                | 500cc          | Resultats |
| ----- | -------------------------------- | ----------------- | -------------------- | -------------- | --------- |
| 1     | Gran Premi d'Austràlia           | Kazuto Sakata     | Max Biaggi           | John Kocinski  | Resultat  |
| 2     | Gran Premi de Malàisia           | Noboru Ueda       | Max Biaggi           | Mick Doohan    | Resultat  |
| 3     | Gran Premi del Japó              | Takeshi Tsujimura | Tadayuki Okada       | Kevin Schwantz | Resultat  |
| 4     | Gran Premi d'Espanya             | Kazuto Sakata     | Jean-Philippe Ruggia | Mick Doohan    | Resultat  |
| 5     | Gran Premi d'Àustria             | Dirk Raudies      | Loris Capirossi      | Mick Doohan    | Resultat  |
| 6     | Gran Premi d'Alemanya            | Dirk Raudies      | Loris Capirossi      | Mick Doohan    | Resultat  |
| 7     | Dutch TT                         | Kazuto Sakata     | Max Biaggi           | Mick Doohan    | Resultat  |
| 8     | Gran Premi d'Itàlia              | Noboru Ueda       | Ralf Waldmann        | Mick Doohan    | Resultat  |
| 9     | Gran Premi de França             | Noboru Ueda       | Loris Capirossi      | Mick Doohan    | Resultat  |
| 10    | Gran Premi de Gran Bretanya      | Takeshi Tsujimura | Loris Capirossi      | Kevin Schwantz | Resultat  |
| 11    | Gran Premi de la República Txeca | Kazuto Sakata     | Max Biaggi           | Mick Doohan    | Resultat  |
| 12    | Gran Premi dels Estats Units     | Takeshi Tsujimura | Doriano Romboni      | Luca Cadalora  | Resultat  |
| 13    | Gran Premi de l'Argentina        | Jorge Martínez    | Tadayuki Okada       | Mick Doohan    | Resultat  |
| 14    | Gran Premi d'Europa              | Dirk Raudies      | Max Biaggi           | Luca Cadalora  | Resultat  |

### Accident mortal
Simon Prior es va morir arran d'un accident a la cursa de sidecars del Gran Premi d'Alemanya.

## Galeria

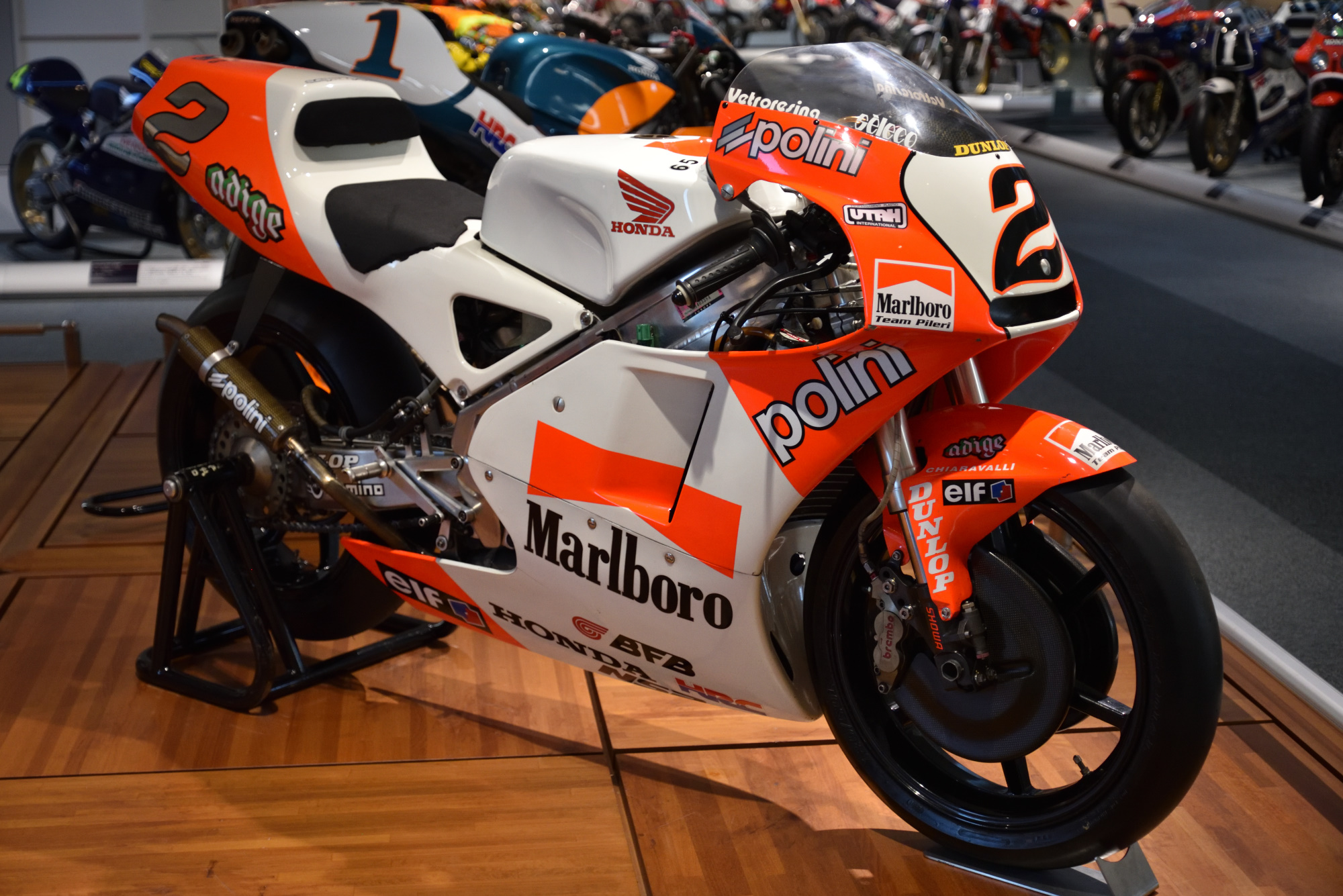
L'Honda NSR250 de Loris Capirossi, tercer als 250cc
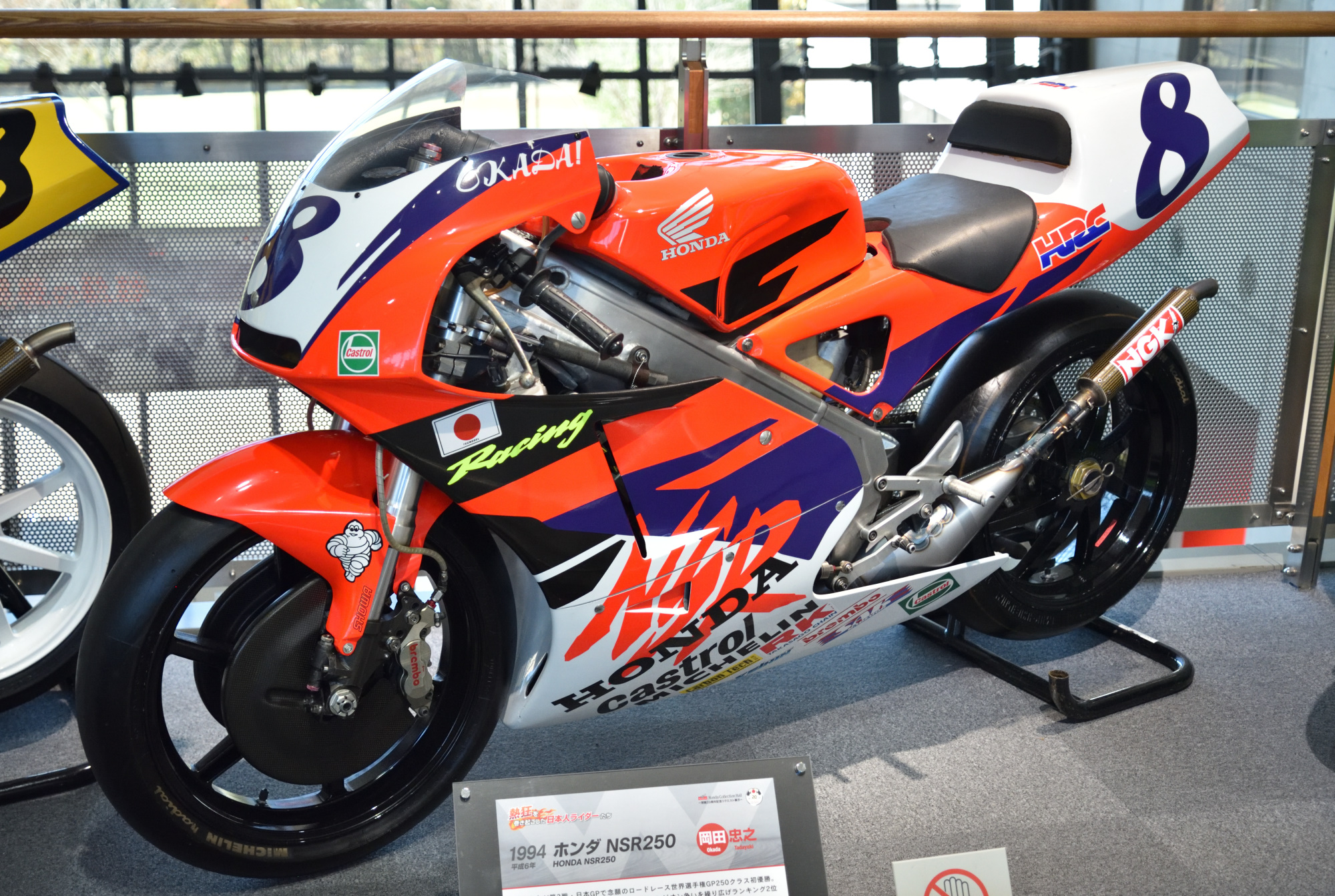
L'Honda NSR250 de Tadayuki Okada, subcampió de 250cc
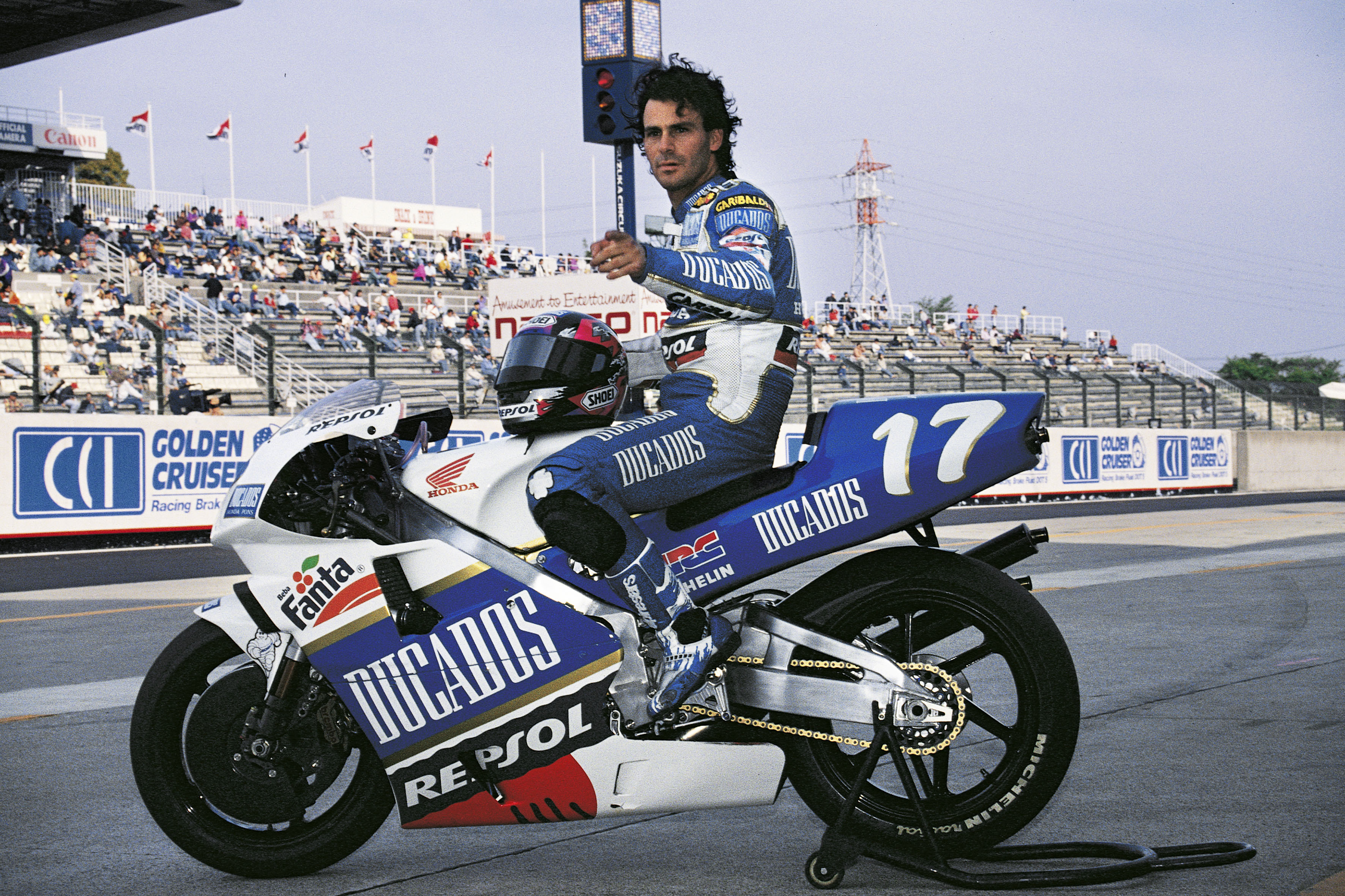
Albert Puig, debutant de l'any en 500cc

## Classificació dels pilots

### 500 cc
(Llegenda) (En negreta - Pole; En cursiva - Volta ràpida)